# 东都畿都防御使
东都畿都防御使，唐朝在今都畿道（东都洛阳）设立的防御使。
756年，设置东都畿观察使，管辖河南府、郑州、汝州、怀州、陕州，郑州归淮西节度使，758年）汝州归豫许汝节度使，陕州归陕虢节度使。763年，怀州归昭义节度使，764年废除。779年恢复，留台御史中丞兼任，领河南府、汝州。783年改为东都畿汝州节度使。785年改为东都畿都防御使，东都留守兼任，管理河南府、汝州、唐州、邓州，786年，改为防御观察使。787年，唐州、邓州归山南东道节度使。789年，汝州另设防御使。808年废除。818年恢复，821年罢汝州，822年领汝州。885年，为东都畿观察防遏使。888年，改为佑国军节度使，894年，汝州归忠武军节度使。900年恢复汝州和观察防遏使。904年，佑国军节度使迁到长安，废除东都观察防遏使，洛阳作为首都。

## 历代长官
- 哥舒曜（784年—785年）
- 崔纵（786年）
- 崔弘礼（822年—823年）
- 张全义（888年—904年、904年—926年）
- 朱汉宾（926年）
- 朱守殷（926年）
- 李从厚（927年—928年）
- 安重诲（928年—929年）
- 赵敬怡（929年）
- 赵凤（929年）
- 李从荣（929年—933年）
- 李从敏（933年）
- 卢质（933年—934年）
- 李重美（934年—936年）
- 石重乂（936年—937年）
- 高行周（937年—938年）
- 杨光远（938年—940年）
- 张从恩（940年—941年）
- 高行周（941年—942年）
- 安彦威（942年—944年）
- 景延广（944年—946年）
- 刘晞（947年）
- 方太（947年）
- 李从敏（947年—948年）
- 王守恩（948年—949年）
- 白文珂（949年—951年）
- 武行德（951年—954年）
- 王晏（954年—956年）
- 吴廷祚（957年—958年）
- 窦仪（958年—959年）
- 向拱（959年）